# Vicent M. Cardona i Puig
Vicent M. Cardona i Puig (Llombai, la Ribera Alta) és un religiós valencià. Ordenat sacerdot el 1969, el 1976 va fundar i dirigir la revista Saó, una de les primeres editades íntegrament en valencià. Des del 1982 és rector d'Alaquàs i ha participat activament en la lluita per la pervivència de la llengua valenciana als ambients eclesiàstics. El 1998 va rebre un dels Premis d'Actuació Cívica de la Fundació Lluís Carulla. El 2004 va rebre la Medalla d'Or d'Alaquàs.